# Калони (бухта)
Калони́ (Калонский залив, греч. Κόλπος Καλλονής) — самая крупная бухта острова Лесбос в северо-восточной части Эгейского моря. Расположена на юго-западе острова. Одна из двух бухт с узкими входами, глубоко врезающихся в остров. Вместе с бухтой Ерас на юго-востоке острова, делит Лесбос на три части.

## География
Площадь бухты 110 км². Бухта Калони представляет собой полузамкнутый мелководный залив, максимальная глубина которого примерно 19 м, а средняя глубина — 10 м. Село Калони расположено в глубине бухты.
Бухта связана с Эгейским морем узким устьем на её юго-западном конце. На острове Гармия напротив мыса Плати, у входа в бухту расположен маяк.
Бухта славится обилием рыбы, особенно сардин. Один из важнейших центров рыболовства Греции.

## История
Прежде Эврип Пиррейский (др.-греч. Εὔριπος Πυρραῖος) по городу Пирра (лат. Pyrrha). Пирра лежала на самом узком месте острова у Эврипа, уже до времени Страбона поглощена морем вследствие землетрясения.

## «Натура 2000»
Бухта целиком входит в сеть охранных участков «Натура 2000». Берега сложены вулканическими породами и аллювиальными отложениями. Важные водно-болотные угодья находятся в северной и восточной частях бухты. Здесь отдыхают во время миграций и гнездятся редкие виды птиц. Северная часть Эгейского моря — один из основных регионов Греции, где левантские буревестники проводят период после размножения. За это время буревестники образуют большие скопления, особенно в районах, богатых добычей. Одно из таких мест — бухта Калони, важное место кормления буревестников. Регулярно наблюдаются скопления до 800 особей, питающихся, в основном, косяками сардины по всей территории бухты. В бухте встречаются белобрюхие тюлени и дельфины. В бухте растёт морская трава Posidonia oceanica.